# Videna electra
Videna electra es una especie de molusco gasterópodo terrestre de la familia Trochomorphidae en el orden de los Stylommatophora.

## Distribución geográfica
Es endémica de Palaos. 

## Estado de conservación
Se encuentra amenazada por la pérdida de su hábitat natural.